# 片岡球子
片岡 球子（かたおか たまこ、1905年〈明治38年〉1月5日 - 2008年〈平成20年〉1月16日）は、昭和から平成時代にかけて活躍した日本画家。日本芸術院会員、文化功労者・文化勲章受章者。位階は従三位。現在の北海道札幌市東区出身。

## 来歴・人物
1926年（大正15年）、女子美術専門学校（現・女子美術大学）日本画科高等科卒業。
卒業後は神奈川県の横浜市大岡尋常高等小学校（現横浜市立大岡小学校）に勤めながら創作を続ける。画家志望に反対する両親から勘当されながら画業を進めるが帝展（現日展）には3度落選。しかし1930年（昭和5年）、第17回院展に「枇杷」で初入選。さらに1933年（昭和8年）の院展にも入選するが、その後は何回もの落選を経験し「落選の神様」と呼ばれた時期もあった。
しかしその後は1939年（昭和14年）の第26回院展に「緑陰」が入選し院友に推挙されて以後は毎回入選するようになる。1955年（昭和30年）に横浜市立大岡小学校を依願退職し、女子美術大学日本画科専任講師となる。1960年（昭和35年）に助教授、1965年（昭和40年）には教授となる。1966年（昭和41年）に愛知県立芸術大学が開校、日本画科主任教授、1973年（昭和48年）より客員教授。
その型破りな構成と大胆な色使いから、一部の人々からその画風は「ゲテモノ」とまで呼ばれて思い悩むが、小林古径は「今のあなたの絵はゲテモノに違いないが、ゲテモノと本物は紙一重の差だ… あなたの絵を絶対に変えてはいけない…」と励ました。球子は美しく描くことが全てではないと信じ、自身の信念に従った創作を続け、やがて従来の日本画の概念を揺るがすような力強い表現を確立した。「面構（つらがまえ）」・「富士山」シリーズでは特に高い評価を受ける。1982年（昭和57年）からは裸婦の「ポーズ」シリーズにも取り組む。また歌舞伎役者の四代目中村雀右衛門と交流があり、有名な助六の揚巻の打掛の墨絵も手がけている。
1975年（昭和50年）日本芸術院賞・恩賜賞を受賞。1976年（昭和51年）勲三等瑞宝章を受章。1982年（昭和57年）には日本芸術院会員に選ばれ、1986年（昭和61年）には文化功労者として顕彰された。1989年（平成元年）に文化勲章を受章。
女性画家として上村松園、小倉遊亀に次いで三人目の授賞であり、「日本三大女流画家」と称されることもある。
100歳を迎えてから脳梗塞に倒れたが、療養に努めながら現役を続けていた。2008年（平成20年）1月16日21時55分に急性心不全のため神奈川県藤沢市内の病院で死去。103歳没。叙従三位。
生涯独身を通していた。

## 年譜
- 1905年（明治38年）1月5日、 北海道札幌市に生まれる
- 1922年（大正11年）、北海道庁立札幌高等女学校（現・北海道札幌北高等学校）師範科を卒業。画家になることを決意。女子美術専門学校（現・女子美術大学）日本画科高等科入学
- 1926年（大正15・昭和元年）、女子美術専門学校卒業。神奈川県立横浜市大岡尋常高等小学校教諭に就任
- 1930年（昭和5年）、日本美術院再興第17回展入選（「枇杷」）。研究会員になる
- 1935年（昭和10年）、日本美術院絵画部第19回試作展入選。「炬燵」が試作賞受賞
- 1938年（昭和13年）、日本美術院絵画部研究会員研究会で「寒空」が大観賞第一賞受賞
- 1939年（昭和14年）、日本美術院絵画部研究会で「新緑」が大観賞第二賞受賞。第26回院展入選（「緑陰」）。院友に推挙。以後毎回入選
- 1942年（昭和17年）、日本美術院絵画部研究会で「祈祷の僧」が大観賞受賞
- 1946年（昭和21年）、安田靫彦に入門。第31回院展無鑑査出品作「夏」が日本美術院賞受賞
- 1948年（昭和23年）、第33回院展入選「室内」が日本美術院賞受賞
- 1950年（昭和25年）、第35回院展入選「剃髪」が日本美術院賞・白寿賞受賞
- 1951年（昭和26年）、第36回院展入選「行楽」が奨励賞・白寿賞受賞。このころ東京芸大山本豊市教授より彫刻デッサンを学ぶ
- 1952年（昭和27年）、第37回院展入選「美術部にて」が日本美術院賞・大観賞受賞。日本美術院同人に推挙
- 1955年（昭和30年）、横浜市立大岡小学校を依願退職。女子美術大学日本画科専任講師に就任。横浜市南区大岡町から東京都世田谷区粕谷町に転居
- 1959年（昭和34年）、日本美術院第14回春季展に「海岸」を出品。以後1969年（昭和44年）第24回展まで毎回出品
- 1960年（昭和35年）、女子美術大学日本画家助教授
- 1961年（昭和36年）、院展出品「渇仰」が1960年（昭和35年）度文部省買い上げ優秀美術品に。片岡球子日本画展で火山がテーマの作品発表。以後、富士山をテーマとするまで6～7年間、各地の火山を取材し作品制作、第11回芸術選奨文部大臣賞を受賞（院展出品作「渇仰」および個展の諸作品において日本画界に新風を送り、特に人物画の解釈に新生面を開いた）。第46回院展に舞楽テーマの初作品「幻想」出品、文部大臣賞受賞。日本美術院評議員に就任
- 1962年（昭和37年）、第5回現代日本美術展に「桜島の昼」「桜島の夜」招待出品。初の渡欧。フランス・イタリア・イギリス各地の美術館を巡る
- 1965年（昭和40年）、女子美術大学日本画科教授に就任
- 1966年（昭和41年）、女子美術大学客員教授、愛知県立芸術大学日本画科主任教授に就任。「面構」シリーズ制作開始。このころから「富士山」シリーズを製作開始
- 1970年（昭和45年）、北海道庁の依頼で「函館街頭風景」を制作（道庁赤レンガに展示）。神奈川県藤沢市辻堂東海岸に転居
- 1971年（昭和46年）、第56回院展に「面構一　葛飾北斎」「面構二　東洲斎写楽」出品。面構シリーズ初の浮世絵師作品
- 1973年（昭和48年）、定年により愛知県立芸術大学客員教授
- 1975年（昭和50年）、自伝「情（こころ）ありて」執筆 第59回院展出品作「面構 鳥文斉栄之」が第31回日本芸術院恩賜賞受賞[4]。院展六十年の歩み展に「面構　安藤広重」（1973年（昭和48年））を出品
- 1976年（昭和51年）、秋の叙勲で勲三等瑞宝章受章
- 1978年（昭和53年）、日仏現代美術パリ展（パリ、グラン・パレ）に「喜多川歌麿」出品。国際交流基金買上げ。第27回神奈川文化賞受賞
- 1981年（昭和56年）、日本美術院理事に就任。NHKテレビ番組「女性手帳（球子画ばなし）」出演、放映
- 1982年（昭和57年）、日本芸術院会員に就任。
- 1983年（昭和58年）、第38回春の院展に「ポーズ1」出品（初めての裸婦作品）
- 1986年（昭和61年）、文化功労者に選ばれる
- 1989年（平成元年）、第42回中日文化賞受賞[5]。文化勲章受章
- 1990年（平成2年）、藤沢市名誉市民に選ばれる[6]
- 1993年（平成5年）、愛知県立芸術大学教官・卒業生と約20年かけた「法隆寺金堂壁画模写」全32面が完成、一般公開
- 1996年（平成8年）、愛知県立芸術大学美術学部に愛知県奨学基金として1億円寄贈
- 1998年（平成10年）、日本美術院創立百周年記念展東京展に「面構 豊太閤と黒田如水」（1970年（昭和45年））「ポーズ15」（1997年（平成9年））出品
- 1999年（平成11年）、都営地下鉄大江戸線築地市場駅構内の「ゆとりの空間」に設置される「江戸の浮世絵師たち」原画制作
- 2000年（平成12年）、「熱き挑戦・・片岡球子の全像」展が横浜美術館で開催
- 2008年（平成20年）、急性心不全のため103歳で死去。叙従三位